# Damien Chouly
Damien Chouly (Llemotges, 27 de novembre de 1985) és un jugador de rugbi a XV francès. Juga en equip de França i evoluciona al lloc de tercera línia centre. Ha signat d'ara endavant a l'USAP per a l'estació 2007-081.

## Carrera

### En club
- fins a 2007 : CA Brive
- des de 2007 : USAP

En equip nacional 
És convocat el juliol de 2006 a passar els tests físics de l'estació 2006-2007 amb el grup França en companyia de 50 jugadors.
Ha honorat la seva primera capa internacional en equip de França el 2 de juny de 2007 contra l'equip de Nouvelle-Zélande, llavors que els internacionals de l'Estadi toulousain, de l'ASM Clermont Auvergne, del Biarritz olímpic i de l'Estadi francès discutien les semifinals del Top 14 2006-07 als seus clubs respectius.

## Palmarès
- 2009: campió de França
- 2 seleccions en equip de França el 2007
- Equipa amb França -21 anys :
- 2006 : campió del món a França, 5 seleccions (Irlanda, Gal·les, Sud-àfrica dues vegades, Austràlia)
- 9 seleccions el 2005-2006
- 2005 : participació en el campionat del món a Argentina, 5 seleccions (Itàlia, Irlanda, Anglaterra, Austràlia, Nova Zelanda), 1 prova
- 10 seleccions el 2004-2005
- Equipa amb França -18 anys : 3 seleccions el 2003 (Gal·les, Esbajoca, Anglaterra)